# Chryzostom (Stawropulos)
Chryzostom, imię świeckie Aleksandros Stawropulos (ur. 1959 w Wlachioti) – duchowny Greckiego Kościoła Prawosławnego, od 2007 metropolita Trifilii i Olimpii.

## Życiorys
20 września 1982 został wyświęcony na diakona. Święcenia kapłańskie przyjął 7 czerwca 1987. Chirotonię biskupią otrzymał 17 marca 2007.